# Даттон, Питер
Питер Крейг Даттон (англ. Peter Craig Dutton; род. 18 ноября 1970, Брисбен) — австралийский политик, лидер Либеральной партии (2022—2025).

## Биография
В 2001 году Даттон впервые избран в Палату представителей Австралии.
В 2018 году активно участвовал в смещении с должности лидера Либеральной партии умеренного Малкольма Тёрнбулла, но из-за репутации чересчур правого политика не смог занять его место и лишь консолидировал полномочия министра внутренних дел, в ведении которого в Австралии находятся несколько структур национальной безопасности: федеральная полиция, пограничная охрана и внешняя разведка.
18 мая 2019 года правоцентристская коалиция одержала победу на парламентских выборах, и 29 мая было сформировано второе правительство Моррисона, в котором Даттон сохранил должность министра внутренних дел.
30 марта 2021 года в результате серии кадровых перемещений в правительстве Даттон получил портфели министра обороны и лидера большинства в Палате представителей.
30 мая 2022 года после поражения либералов на парламентских выборах Даттон был на безальтернативной основе избран новым лидером партии ввиду отставки Скотта Моррисона.
3 мая 2025 года в Австралии состоялись парламентские выборы, принесшие тяжёлое поражение коалиции либералов и националистов во главе с Питером Даттоном — она получила только 43 депутатских места в новом созыве Палаты представителей, а лейбористы — 94. При этом сам Даттон не сумел набрать большинство голосов в собственном избирательном округе и лишился депутатского мандата.